# Rolando von Dol
Rolando OSB (* in Pisa; † Dezember 1187 in Verona oder 4. März 1188) war ein italienischer Bischof und Kardinal.
Er stammte aus Pisa, studierte aber wahrscheinlich in Frankreich, wo er das Amt des Dekans der Kirche von Avranches bekleidete. 1177 wurde er durch einstimmiges Votum des Domkapitels zum Bischof von Dol-en-Bretagne gewählt, aber der Erzbischof von Tours verweigerte ihm die Bischofsweihe. Darum ging Rolando 1180 nach Rom. Papst Lucius III. weihte ihn zum Subdiakon der Heiligen Römischen Kirche und sandte ihn im Jahre 1181 als Legat nach England und Schottland, um zwischen König Wilhelm von Schottland und dem Bischof von St. Andrews Frieden zu stiften.
Nach einigen Chronisten empfing er 1184 von Lucius III. die Bischofsweihe, anderen Quellen zufolge wurde er bereits im Anschluss an seine Wahl durch Heinrich II., Bischof von Bayeux und Richard III., Bischof von Avranches in Gegenwart von Robert de Torigny, Abt von Mont Saint-Michel, zum Bischof geweiht.
Am Quatemberfreitag, den 15. März 1185 erhob ihn Lucius III. zum Kardinaldiakon von S. Maria in Portico; als solcher unterschrieb er päpstliche Privilegien vom 31. März 1185 bis 21. September 1187. Am 16. August 1186 entschied er zusammen mit Kardinal Soffredo von S. Maria in Via Lata einen Streit um die Pfarrgrenzen in Verona.
Über sein Todesdatum gibt es widersprüchliche Angaben, möglicherweise starb er kurz vor der Wahl von Papst Clemens III. am 19. Dezember 1187; andere geben als Sterbedatum den 4. März 1188 an.